# Cryptocephalus samniticus
Cryptocephalus samniticus là một loài bọ cánh cứng trong họ Chrysomelidae. Loài này được Leonardi & Sassi miêu tả khoa học năm 2001.